# شاكر الزواغي
شاكر الزواغي (مواليد 10 يناير 1985 في باجة) هو لاعب كرة قدم تونسي يجيد اللعب كمحور دفاعي لصالح الخليج. في ديسمبر 2014، وقع الزواغي مع نادي بونيودكور. في 1 أغسطس 2016، انتقل الزواغي إلى نادي الخليج في الدوري الإماراتي الدرجة الأولى. بدأ الزواغي مسيرته مع النجم الساحلي قبل أن ينتقل إلى لوكوموتيف موسكو في صيف عام 2006.

## الإنجازات
النجم الساحلي
- كأس الدوري (1): 2005
- كأس الكؤوس الأفريقية (1): 2003

لوكوموتيف موسكو
- كأس روسيا (1): 2007

## روابط خارجية
- شاكر الزواغي على موقع الاتحاد الدولي (مؤرشف)  (الإنجليزية)
- شاكر الزواغي على موقع قاعدة بيانات كرة القدم.إي يو (الإنجليزية)
- شاكر الزواغي على موقع ناشيونال فوتبول تيمز (الإنجليزية)
- شاكر الزواغي على موقع Soccerway.com (الإنجليزية)
- شاكر الزواغي على موقع عالم كرة القدم.نت (الإنجليزية)